# Guillermo Aranda
Guillermo Aranda Parra fue un militar y jinete chileno que compitió en la modalidad de salto ecuestre. 
En la década de 1940 ingresa al Ejército de Chile, siendo oficial de caballería. En 1951 obtuvo el título de “Maestro de Equitación”, destacando como el mejor alumno de su promoción.
Ganó una medalla de bronce en los Juegos Panamericanos de 1955, en la prueba por equipos.
En 1956 y 1958 integró el seleccionado chileno que compitió en una gira por Estados Unidos y luego obtuvo el séptimo lugar en el Campeonato de Europa y el cuarto puesto en la Copa de las Naciones en Aacheen.
Se retiró del Ejército como teniente coronel y se fue a trabajar en Venezuela, al regresar a Chile pasa los últimos años de su vida en Quillota.

## Palmarés internacional
| Juegos Panamericanos | Juegos Panamericanos      | Juegos Panamericanos | Juegos Panamericanos |
| Año                  | Lugar                     | Medalla              | Categoría            |
| -------------------- | ------------------------- | -------------------- | -------------------- |
| 1955                 | Ciudad de México (México) | Medalla de bronce    | Por equipos          |